# Happy Rice
Happy Rice（ハッピーライス）は、特定非営利活動法人 ラブ・ザ・ワールド・コミュニケーションズが運営した寄付サイトである。出題される漢字問題に正解すると、世界の飢餓に瀕している人々に米を寄付できるサイトであった。

## 概要
サイト訪問者が漢字に関する択一クイズで1問正解するごとに、お米50粒が世界の飢餓に瀕している子ども達や人々に寄付される仕組みとなっている。寄付金や運営費はバナー広告による収入によって賄われており、寄付は国際連合世界食糧計画の活動「地球のハラペコを救え」を通じてなされる。
問題は日本漢字能力検定協会によって作成されており、日本漢字能力検定の3級から5級相当の難易度を選択できる。サイトデザインはMerry Projectが担当している。
2007年秋にアメリカで開設されたサイト「FreeRice」に着想を得ている。インターネットを通じて手軽に寄付を行えることを目指して、2008年4月28日に開設された。